# Gazeta Montanyesa
La Gazeta Montanyesa va ser una publicació bisetmanal de Vic. Fou creada i dirigida el 1904 pel canonge Jaume Collell i Bancells.
Va ser una continuació de la publicació la Gazeta Vigatana (1904 - 1905) i que perdurà fins a l'any 1914.